# Lutz Hoffmann (Richter)
Lutz Hoffmann (* 1957 in Aurich) war von 2002 bis 2022 Präsident des Finanzgerichts Bremen.
Nach Beendigung seiner juristischen Ausbildung trat Hoffmann 1988 in die Finanzverwaltung des Landes Bremen ein, wo er zuletzt als stellvertretender Leiter der Steuerabteilung des Senators für Finanzen im Range eines Senatsrates tätig war.
Im Mai 2002 wechselte Hoffmann als Richter an das Finanzgericht Bremen. Im Dezember desselben Jahres wurde er als Nachfolger von Hans-Jürgen Ziemann zum Präsidenten des Gerichts ernannt.